# Bretterspitze (Venedigergruppe)
Die Bretterspitze, auch Misenokt oder Hinterer Misenok (3001 m ü. A.) ist ein Berggipfel des Frosnitzkamms bzw. der Virger Nordkette in der Venedigergruppe in Osttirol (Österreich). Sie liegt an der Gemeindegrenze zwischen Virgen und Matrei in Osttirol.

## Lage
Die Bretterspitze ist ein scharfer Felsgipfel zwischen der Südlichen Göriacher Röte im Nordwesten und dem Knorre (2995 m ü. A.) im Südosten, wobei die Bretterspitze vom Knorre und den kurz darauf folgenden Gipfeln des Kristallspitz und des Ochsenbug durch die Mellitzscharte (2900 m ü. A.) getrennt wird. Der Südgrat der Bretterspitze fällt zum Vorderen Misenokt (2865 m ü. A.) und weiter zur Pegömlspitze (2726 m ü. A.) ab. Nördlich der Bretterspitze verläuft das Frosnitztal, im Süden entspringt im Trog zwischen Pegömlspitze, Bretterspitze und Ochsenbug der Mellitzbach, der ins südlich verlaufende Virgental abfällt. Westlich des Mellitzbaches im Trog zwischen Zintzachspitze, Bretterspitze und Pegömlspitze liegt das Firschnitztal.

## Aufstiegsmöglichkeiten
Der Normalweg auf die Bretterspitze verläuft ohne Hüttenstützpunkt ausgehend vom Weiler Marin zunächst ins Firschnitztal. Danach steigt man über eine westseitig gelegene Rinne und zuletzt über den Südgrat (III) auf. Ebenso bietet sich ein Anstieg über den Westgrat in teilweise ausgesetzter Kletterei (II) an.